# Società dei Nove Musi
La Società dei Nove Musi è stato un cenacolo di intellettuali e amici formato a Napoli nel 1890, che ha avuto tra i suoi fondatori Benedetto Croce.

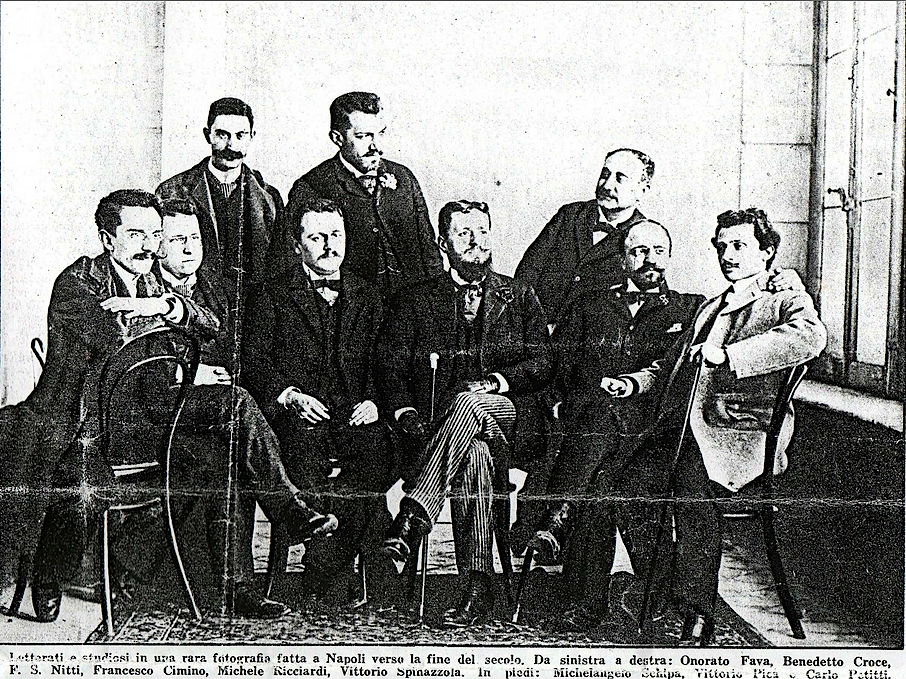

## Storia
La Società nacque nei locali della libreria di Luigi Pierro, al numero 72 di Piazza Dante, a Napoli. Luigi Pierro (1843-1917), da strillone ed edicolante analfabeta che era stato prima, sul finire del XIX secolo fondò un'importante casa editrice che, con l'aiuto di Vittorio Pica, pubblicava scritti di autori italiani e stranieri, tra cui Zola e Rostand (ad es. il Cyrano de Bergerac e L’Aiglon). Dalla casa editrice passarono molti dei più importanti intellettuali napoletani e italiani di quel tempo, come Salvatore Di Giacomo, Benedetto Croce, Luigi Torraca, Matilde Serao, Edoardo Scarfoglio, Roberto Bracco, Gabriele D’Annunzio ed Eduardo Scarpetta. 
Fu proprio nella libreria di Pierro che nel 1890 alcuni amici ed intellettuali decisero di riunirsi nella Società dei Nove Musi (con riferimento ironico alle Muse), con l'obiettivo di celebrare l'uscita di ogni scritto dei suoi componenti. 
Della Società facevano parte, oltre a Benedetto Croce, l'economista e politico Francesco Saverio Nitti, lo scrittore Onorato Fava, il poeta e orientalista Francesco Cimmino, il critico d'arte Vittorio Pica, il giornalista e scrittore Carlo Petitti, l'avvocato e direttore del "Pungolo Parlamentare" Michele Ricciardi, lo storico Michelangelo Schipa e l'archeologo Vittorio Spinazzola. Nel 1892 entrò a farne parte anche un vecchio compagno di collegio di Croce, lo storico e scrittore Giuseppe Ceci. La nuova entrata fu celebrata col distico "Al grato arrivo di Peppino Ceci / i Nove Musi diventarono Dieci".
L'articolo introduttivo dello statuto del cenacolo, scritto dallo stesso Croce, recitava con spirito goliardico: "La Società dei Nove Musi non può riunirsi che a tavola". Gli incontri avvenivano infatti sempre al ristorante, da Pallino, noto ritrovo degli intellettuali del tempo. La vocazione gastronomica della Società era simboleggiata anche dalla forchetta e dal coltello che, incrociati in campo bianco, figuravano nel suo scherzoso stemma araldico. 
I fondatori della Società furono ritratti in una foto pubblicata nel volume Napoli d'oggi, edito nel 1900 proprio da Luigi Pierro. La didascalia, tuttavia, non riportava i nomi dei soggetti ritratti. Anni dopo fu Benedetto Croce a indicare i nomi dei componenti della Società, proprio a partire da quella foto. Così che quando la foto venne ristampata in altri volumi furono indicati anche i nomi dei Nove Musi.